# 潘靈卓
潘靈卓（英語：Jackie Pullinger，1944年—），大英帝國員佐勳銜，新教徒，香港大學榮譽社會科學博士，是活躍於香港的靈恩派傳教士兼聖士提芬會的創辦人。她自1966年於九龍城寨一帶傳教並協助數以千計的藥物成癮者脫離毒癮，被某些人冠以“香港德蘭修女”的稱號。其早期在香港的事工由《追龍》一書所記載。

## 宣教歷程
潘靈卓畢業於倫敦皇家音樂學院，專修樂器為雙簧管。22歲那年，她決志成為一名傳教士。潘靈卓向各個差傳機構打探，但是沒有機構願意贊助她。失望之下她向肖迪奇的牧師理查德·湯普森徵求意見。湯普森建議她買一張航程盡可能遠的船票，並用禱告的方式，求告神讓她知道何時該下船。起初，潘靈卓希望到非洲傳教，但隨後卻做了個異夢，令她萌生到香港的念頭。潘靈卓聽從了牧師的建議，於1966年到了香港。然而，當她到步時身上只剩下100港元（在當年約等於6英鎊），也不認識任何當地人。海關官員唯一讓她入境的原因是她母親的教子是位香港警察。她在香港九龍城寨找到一份小學老師的工作。隨後，她設立了一所青年會所，幫助九龍城寨內的藥物成癮者和流浪漢。在當時，九龍城寨是“三不管”地帶，沒有警員巡邏。九龍城寨更是由三合會經營，全球規模最大的鴉片類毒品製作中心的所在地。
她亦在聖士提反女子中學當音樂老師，香港社工學者阮曾媛琪曾是她的學生。

## 聖士提芬會
1981年，潘靈卓創辦了名為“聖士提芬會”的慈善機構，為藥物成癮康復者、妓女和三合會成員提供福音戒毒以及其他服務。截至2007年12月，聖士提芬會已經擴展到一所為200人提供住宿的機構。聖士提芬會對社會做出的貢獻得到了香港政府的認可，無償獲批土地興建復康院舍。藥物成癮者的治療過程非常密集。成癮者會被關在一房間內10天，並由一班成功解除毒癮的同行者禱告支持和關懷照料。過程中成癮者不會得到任何的藥物治療。

## 備註
1. ↑  即是香港政府不敢管、英國政府不想管、中國政府不能管。

## 延伸閱讀
- rejesus - 潘靈卓的故事
- 聖士提芬會官方網站 （页面存档备份，存于）
- 專題：半世紀來幫助香港道友戒除毒癮、追尋上帝的英國人 （页面存档备份，存于）

- Jackie Pullinger; Andrew Quicke. . Hodder & Stoughton Religious. 1980-09-01. ISBN 978-0-340-25760-9.
- Jackie Pullinger; Nick Danziger. . Hodder & Stoughton Religious. 1989-05-01. ISBN 978-0-340-49067-9.